# گلاتن
گلاتن (به آلمانی: Glatten) یک شهر در آلمان است که در فرویدنشتادت واقع شده‌است. گلاتن ۲٬۳۷۶ نفر جمعیت دارد.